# Preoperativna procena u anesteziji
Preoperativna procena u anesteziji je posebna metodologija procena bolesnika pre operativnog zahvata. Ona je bazični deo anesteziološke prakse, jer omogućava detaljan pojedinačni plan anestezije za svakog pacijenta. Uobičajeno je, u velikom broju medicinskih ustanova u svetu, da se anesteziološka vizita u kojoj se vrši procena bolesnika, obavi dan pred operaciju. Mada je dealno da se kompletan preoperativni skrining obavi čak nekoliko dana pred hiruršku intervenciju, jer neposredno upoznavanje pacijenta sa anesteziologom stvara kod bolesnika poverenja i time i bolju psihičku pripremu.
U toku properativne procene neophodno je da anesteziolog maksimalno koristi detaljan skrining kojim se isključuje i svodi na minimum mogućnost previda i eventualne greške tokom operacije.  

## Značaj procene
Preoperativna procena pacijenta je izuzetno važna medicinska procedura, jer ima za cilj da obezbedi kako bezbednost, tako i komfor bolesniku. Nema nikakvih razlika u preoperativnoj proceni stanja pacijenta za ambulantnu anesteziju i stacionarno hirurško lečenje. 
U ovoj proceni izuzetno je važan timski rad i saradnja lekara iz primarne zdravstvene zaštite, pedijatra ako se radi o deci, hirurga i anesteziologa u sagledavanju faktora vezanih za akutno hirurško oboljenje, hronične bolesti i socijalni status pacijenta.

## Načini preoperativne procene
U svakodnevnoj praksi primenjuje se više načina za preoperativnu procenu stanja bolesnika. Najidealniji uslovi za procennu su u anesteziološkoj ambulanti odmah nakon što je postavljena indikacija za ambulantnu hiruršku intervenciju.

### Anamneza
Anamneza je osnovni i bazični deo procene, koji može biti formulisan kao; usmeno uzimanje svih značajnih podataka, bilo od pacijenta, ili od roditelja kada su deca u pitanju.
Anesteziolog podatke iz anamneze može dobiti i putem upitnika, koji sadrži pravilno i razumljivo formulisana pitanja o zdravstvenom stanju bolesnika. Na ovaj način sprečava se previd u prikupljanju anamnestičkih podataka, koji mogu biti veoma značajna u preoperativnoj proceni bolesnika.

### Fizikalni pregled
Nakon detaljno uzete anamneze sa ili bez popunjenog preoperativnog upitnik, anesteziolog obavlja detaljan fizikalni pregled bolesnika, pedijatrijski (kod dece), odnosno internistički (kod odraslih), u cilju procene fiziološkog stanja bolesnika za planiranu hiruršku intervenciju.

### Dijagnostička ispitivanja
Nakon uzete anamneze i kliničkog pregleda, sledeći korak predstavljaju dijagnostičke procedure ili ispitivanja koje su neophodne u zavisnosti od zdravstvenog stanjabolesnika obima i vrste hirurške intervencije.
Laboratorijski testovi
Slikovni testovi
Ostali testovi
- Elektrokardiografski testovi.[5]
- Testovi trudnoće za žene u generativnom periodu, samo ukoliko je neophodno.
- Plućni funkcionalni testovi kod bolesnika sa opstruktivnom bolešću pluća , ako je prisutan pozitivan klinički nalaz.[6]
- HIV test kod rizičnih grupa pacijenata (LGBT populacija, narkomani....)

## Zaključak
Nakon razgovora i pregleda u sklopu priprem za anesteziju, bolesnik dobija pored usmenog i pismeno uputstvo i obrazac sa informacijama kako da se pripremi i ponaša u preoperativnom, tako i u postoperativnom periodu. 
Na kraju properativne procene anesteziolog sačinjava izveštaj na propisanom obrascu u dva primerka koji svojim potpisima overavaju bolesnik i anesteziolog. Obrazac čini značajan i pouzdan deo sudskomedicinske dokumentacije koji ostaje na čuvanju u zdravstvenoj ustanovi, uz ostalu medicinsku dokumentaciju.

## Spoljasnje veze
- „Оценка риска анестезии” (PDF). Архивирано из оригинала (PDF) 14. 09. 2016. г. Приступљено 02. 02. 2015.